# Sumki
Sumki (deutsch Sumken) ist ein kleiner Ort in der polnischen Woiwodschaft Ermland-Masuren und gehört zur Gmina Orzysz (Stadt- und Landgemeinde Arys) im Powiat Piski (Kreis Johannisburg).

## Geographische Lage
Sumki liegt in der östlichen Woiwodschaft Ermland-Masuren, 26 Kilometer nördlich der Kreisstadt Pisz (deutsch Johannisburg).

## Geschichte
Sumbken wurde im Jahr 1443 als Freigut nach Magdeburger Recht gegründet und bestand aus zwei mittleren Höfen. Eingegliedert war der kleine Ort in die Nachbargemeinde Pianken (1938 bis 1945: Altwolfsdorf, polnisch Pianki) im Kreis Johannisburg im Regierungsbezirk Gumbinnen (1905 bis 1945: Regierungsbezirk Allenstein) in der preußischen Provinz Ostpreußen.
Im Jahre 1945 kam Sumken in Kriegsfolge mit dem gesamten südlichen Ostpreußen zu Polen und erhielt die polnische Namensform „Sumki“. Der Ort ist heute dem Schulzenamt (polnisch Sołectwo) zugeordnet und somit eine Ortschaft im Verbund der Stadt- und Landgemeinde Orzysz (Arys) im Powiat Piski (Kreis Johannisburg), bis 1998 der Woiwodschaft Suwałki, seither der Woiwodschaft Ermland-Masuren zugehörig.

## Kirche
Bis 1945 war Sumken in die evangelische Kirche Arys in der Kirchenprovinz Ostpreußen der Kirche der Altpreußischen Union sowie in die römisch-katholische Kirche Johannisburg (polnisch Pisz) im Bistum Ermland eingepfarrt.
Heute gehört Sumki katholischerseits zur Pfarrei in Orzysz im Bistum Ełk der Römisch-katholischen Kirche in Polen. Die evangelischen Einwohner halten sich zur Kirchengemeinde in Pisz in der Diözese Masuren der Evangelisch-Augsburgischen Kirche in Polen.

## Verkehr
Sumki liegt an der verkehrstechnisch bedeutenden polnischen Landesstraße 63 (einstige deutsche Reichsstraße 131), die die polnisch-russische mit der polnisch-belarussischen Staatsgrenze verbindet und auf ihrem mehr als 400 Kilometer langen Weg vier Woiwodschaften durchquert. Eine Bahnanbindung besteht nicht mehr seit die Bahnstrecke Lötzen–Johannisburg mit der nächstgelegenen Bahnstation Pianken 1945 in Kriegsfolge stillgelegt und teilweise demontiert wurde.